# Aller-familien
Aller-Familien, Familien Aller eller Slægten Aller er en dansk medie- og rejsekoncernfamilie, hvis selskaber har en årlig omsætning på godt 3,6 mia. kroner (årsrapport 2020/21). Familien  stammer  oprindeligt fra sognebyen Aller ved Christiansfeld, men medlemmerne befinder sig nu hovedsageligt på Sjælland. Aller familien er formentlig bedst kendt for Carl Julius Aller, som sammen med sin hustru, Laura Aller, skabte Carl Allers Etablissement, den største ugebladsudgiver i Norden. Aller-familien ejer stadig Carl Allers Etablissement (nu Aller A/S). Den nuværende direktion består af 5. og 6. generation efter stifterne og omfatter overdirektørerne Bettina Aller, Katinka Pernille Aller, Erik Aller, Michael Boye Aller, Sascha Rose Aller og Christopher Aller Simonsen.

## Oprindelse og Historie
Aller-familiens navn stammer fra sognebyen Aller i Sønderjylland. Aller-navnet kan sikkert føres tilbage til Jens Hansen Aller (1765-1829), som aftjente sin værnepligt ved Fynske Dragonregiment. Dengang blev man ikke benævnt med numre, men med den by, man kom fra. Jens Hansen, som han hed, blev således kaldt for Aller. Da Jens Hansen senere via sin militærtjeneste rejste til København, og stod vagt for kongen, tiltog han sig navnet Aller, og kom således til at hedde Jens Hansen Aller. I 1788 påbegyndte afviklingen af stavnsbåndet, og Jens Hansen Aller valgte derfor at blive i København.
Jens Hansen Aller var en af Københavns største brændevinsbrændere og ølbryggere, og blev meget velhavende heraf. I Store Kongensgade 110, hvor brænderiet og bryggeriet lå, holdt han køer i baghuset, oppe under taget - på anden sal om vinteren. Det var yderst praktisk, da køerne gav mælk, leverede varmen og spidste affaldsprodukterne fra produktionen.
Jens Hansen Aller ejede enorme græsningsarealer på der, der nu er Nørrebro.
Ved Jens Hansen Allers død i 1829 overtog hans søn Christian Hansen Aller (1797-1852), Bryggergården og begyndte som en af de første bebyggelsen af Nørrebro. Allersgade ved Nørrebros Runddel har fået sit navn som hyldest til aller-familiens initiativ.
Christian Hansen Allers søn Carl Julius Aller (1845-1926) ville siden hen skabe, sammen med sin hustru Laura Aller, Nordens største ugebladsudgiver, Carl Allers Etablissement.
Carl Julius Aller og Laura Aller (født Bierring) fik 4 børn:
- Axel Aller (1872 - 1943)
- Valdemar Aller (1875 - 1953)
- Rigmor Aller (1886 - 1967)
- Ragna Aller (1889 - 1966)